# Chelonus walkleyae
Chelonus walkleyae är en stekelart som beskrevs av Mccomb 1968. Chelonus walkleyae ingår i släktet Chelonus och familjen bracksteklar. Inga underarter finns listade i Catalogue of Life.